# Der siebte Geschworene
Der siebte Geschworene (Originaltitel: Le Septième Juré) ist ein französisches Kriminaldrama aus dem Jahr 1961 von Georges Lautner nach dem gleichnamigen Roman von Francis Didelot (1958) mit Bernard Blier und Danièle Delorme in den Hauptrollen.

## Handlung
Eine französische Kleinstadt im Doubs. Urlauber tummeln sich am Wasser, als sich der Apotheker Grégoire Duval nach seinem Mittagessen im Strandcafé einen Spaziergang gönnt. Sein Kollege Philibert ist währenddessen eingeschlafen. Einige Meter weiter verlässt Sylvain Sautral gerade seine am Wasser liegende und schlafende Freundin Catherine Nortier. Er stellt ihr Radio aus, nimmt sich mit Handschuhen Geld aus ihrer Tasche und geht. Dies wird von einem Ruderer beobachtet. Wenig später entdeckt Grégoire Duval die schlafende Catherine. Er steht über der Nackten, als sie erwacht und sich einen Schal vor die Brüste hält. Von sexueller Lust übermannt, will Grégoire sie küssen, doch Catherine schreit um Hilfe. Grégoire, der fürchtet, seine auf dem See rudernde Frau könnte dies hören, erwürgt sie und verlässt den Tatort. Er kehrt zum Strandcafé zurück, wo sein Mitarbeiter Philibert noch immer sitzt; niemand hat ihn weggehen sehen. Seine Frau Geneviève bemerkt allerdings die Kratzer an seinem Arm, die von Catherines kurzer Gegenwehr stammen. Grégoire plagen Gewissensbisse.
Für die Bevölkerung steht bald fest, dass Sylvain Sautral der Mörder ist. Zu viele Indizien sprechen gegen ihn. Da ergibt es sich, dass Grégoire als Geschworener berufen wird. Er will sich nicht stellen, aber dennoch Sylvains Unschuld beweisen. In einer Kirche in der Schweiz gesteht er seine Schuld gegenüber einem Priester, der immerhin das Gericht über ein anonymes Geständnis informiert. Doch Kommissar und Staatsanwalt interessieren sich nicht dafür. In der Gerichtsverhandlung stellt Grégoire jedoch immer wieder Fragen, die Sylvain entlasten. So kommt heraus, dass ein Streit, den der Ruderer als Zeuge gehört hat, aus dem Radio stammte. Auch die Tatsache, dass Sylvain Handschuhe trug, ist kein belastendes Indiz, denn die Zeugin Sevestrain, die die Leiche als erste fand, erinnert sich bei einer Tatortbegehung, dass auf dem Hals der Toten ein Schal lag.
Das Gericht stellt vielmehr den unkonventionellen Lebensstil von Sylvain und Catherine in Frage: Wie kann Sylvain nicht eifersüchtig gewesen sein auf Kurzzeitliebhaber seiner Freundin? Darunter war auch der Tierarzt Dr. Hess, mit dem Grégoire sich immer wieder trifft. Hess meint, dass irgendein Kleinbürger der Mörder gewesen sein muss, der von Catherines sexueller Freizügigkeit genug hatte und sie „ohne Verhandlung hingerichtet hat“. Im Laufe des Prozesses wird Geneviève Duval klar, dass ihr Mann Grégoire der Mörder ist, doch sie schweigt. Vor Gericht bekennt sich Sylvains Exfreundin Alice dazu, ihn immer noch zu lieben. Er habe niemals einen Mord begehen können, ist sie sich sicher.
Obwohl Sylvain aufgrund der vielen Hinweise Grégoires freigesprochen wird, halten ihn die Bewohner weiterhin für den Mörder. Grégoire erklärt Geneviève, dass er sich stellen werde. Doch der Kommissar lacht ihn aus. Er habe aufgrund seines Faktenwissens Nachforschungen angestellt und herausgefunden, dass Duval ein wasserdichtes Alibi hat (den schlafenden Philibert). Duval sucht Sylvain auf und bittet ihn, die Stadt zu verlassen. Sylvain zeigt ihm eine Pistole und erklärt, diese sei ein Schlüssel zu einer anderen Welt ohne böse Kleinbürger. Duval will ihm die Pistole abnehmen, dabei löst sich ein Schuss und Sylvain stirbt, Duval dankend, dass er ihn nun wirklich gerettet habe.
Duval will den Unfalltod gestehen, doch seine Frau hat bereits zwei Männer in weißen Kitteln gerufen. Ihr ist lieber, er gilt als verrückt denn als Mörder. So geht Duval in die Nervenheilanstalt, für ihn eine andere Art Gefängnis.

## Kritiken
„Der unerkannte Mörder eines Mädchens, Apotheker in einer französischen Kleinstadt, wird als Geschworener im Prozeß gegen den Mordverdächtigen eingesetzt. Mit Mühe erreicht er einen Freispruch, es gelingt ihm jedoch nur unvollkommen, die eigene Schuld zu sühnen. Zwar reichlich konstruierter, aber spannender Kriminalfilm, der ein kritisches Bild provinzieller Enge entwirft und die Doppelmoral seines Helden als Produkt einer maroden Gesellschaft auszugeben versucht.“